# Milis (Brunnenheiligtum)

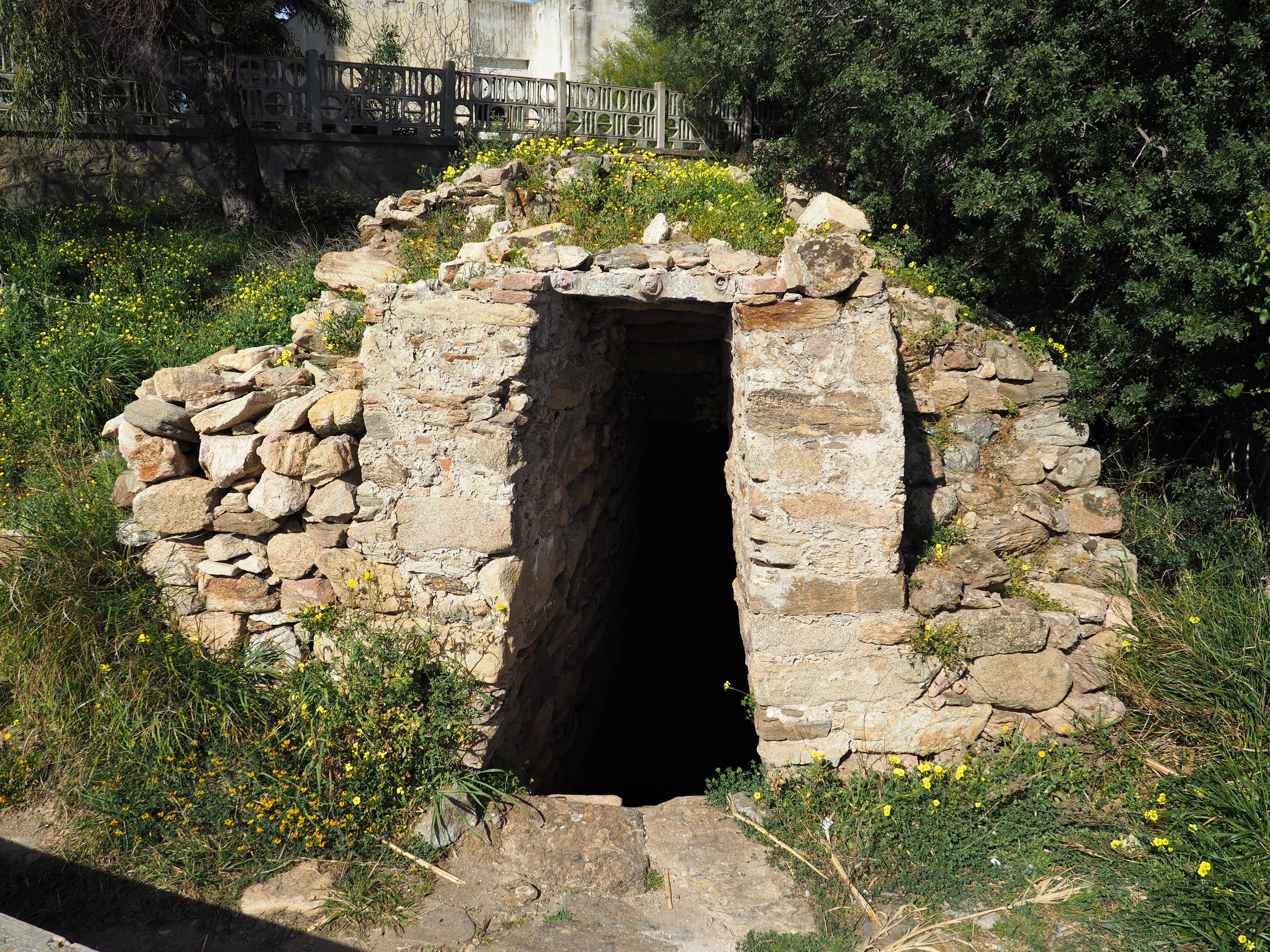
Brunnenheiligtum von Milis

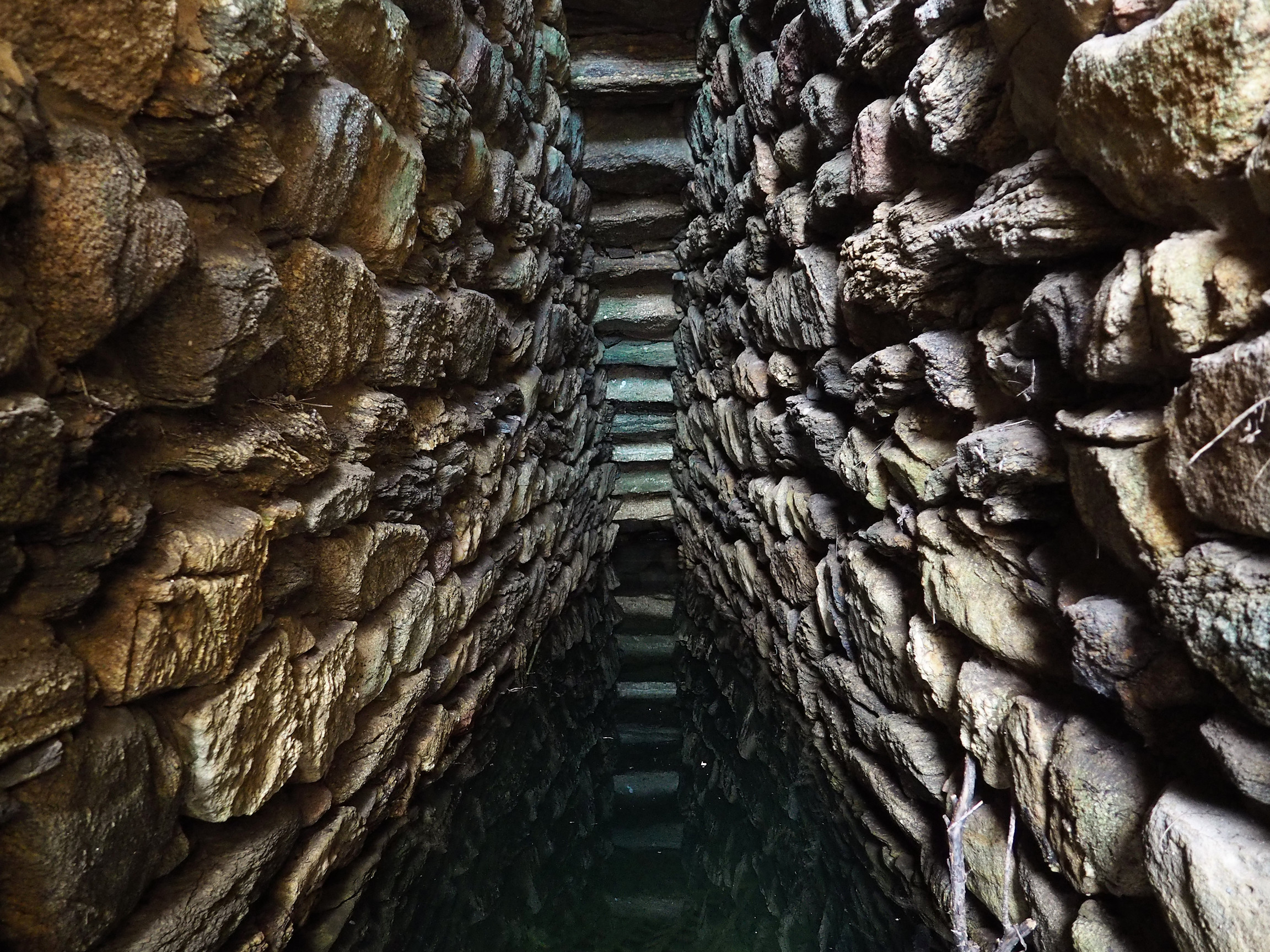
Brunnen von Milis

Das Brunnenheiligtum von Milis (italienisch Pozzo sacro di Milis) liegt in der Gallura, östlich von Olbia in der Provinz Nord-Est Sardegna auf Sardinien, etwa 300 m vom Bahnhof von Golfo Aranci oberhalb des Ortes direkt an der Bahnlinie. Es stammt aus der mittleren Bronzezeit und wurde über die Eisenzeit bis ins Mittelalter genutzt. Der Brunnen wurde 1937 von Doro Levi ausgegraben, der nur einen Kurzbericht publizierte.

## Beschreibung
Das Denkmal wurde im 19. Jahrhundert beim Bau der Bahnlinie beschädigt. Von der Vorhalle und der unregelmäßig ovalen Einfassungsmauer des Denkmals blieben keine Spuren erhalten. Der Brunnen selbst und die Treppe sind jedoch original. Dieser Teil der Anlage ist aus regelmäßigen Blockreihen aus Granit, Kalkstein und Schiefer gebaut. Die etwa 9,5 m lange und 1,5 m breite, gerade Treppe besteht aus 40 Stufen. Die Abdeckung der Treppe und die Ausbildung der Stufen sind einmalig auf Sardinien und von besonderem architektonischem Wert. Die sehr steile Treppe führt in die ovale Brunnenkammer (Durchmesser 3,0 × 2,4 m). Ihre schlanke Tholos (Höhe 9,3 m) war ursprünglich über 11,0 m hoch.
Unweit von Milis, in Richtung Olbia, liegt das restaurierte Brunnenheiligtum Sa Testa.